# Митрович, Стефан (ватерполист)
Стефан Митрович (серб. Стефан Митровић; род. 29 марта 1988, Белград) — сербский ватерполист, игрок сборной Сербии. Двукратный чемпион Олимпийских игр 2016 и 2020 годов, двукратный чемпион мира 2009 и 2015 годов, четырёхкратный чемпион Европы (2012, 2014, 2016 и 2018 годов), двукратный чемпион Средиземноморских игр 2009 и 2018 годов.

## Карьера
На клубном уровне Стефан Митрович сначала играл за ВК «Партизан». В дальнейшем играл в Венгрии, в Греции.
В 2009 году в составе национальной сборной на чемпионате мира в Риме стал чемпионом. На летних Олимпийских играх в Лондоне Сербия выиграла бронзовые медали и Митрович играл в составе этой команды.
В 2012 году впервые в карьере стал чемпионом Европы, в дальнейшем ещё трижды становился чемпионом Европы. В 2015 году в Казани на чемпионате мира в составе сборной завоевал золотую медаль, став двукратным чемпионом планеты.
Принимал участие в летних Олимпийских играх 2016 года в Бразилии, где вместе с Сербией дошёл до финала и одолев Хорватию завоевал первую золотую олимпийскую медаль.
В 2021 году принимал участие в летних Олимпийских играх в Токио, где сербы повторили итог четырёхлетней давности и вновь стали олимпийскими чемпионами.